# Allah peliharakan Sultan
Allah peliharakan Sultan (in jawi الله فليهاراكن سلطن; trad. "Dio benedica il sultano") è l'inno nazionale del Brunei. Il testo del brano è stato scritto da Yura Halim. La musica è di Haji Awang Besar bin Sagap. Il brano è stato scritto e composto nel 1947 e adottato come inno nel gennaio 1984.

## Testo
Alfabeto arabo
يا الله لنجوتكنله اوسيا
كباوه دولي يڠ مها مليا
عاديل بردولت منأوڠي نوسا
مميمڤين رعية ککل بهاڬيا
هيدوڤ سنتوسا نڬارا دان سلطان
الهي سلامتكن بروني دارالسلام
Parole in Malese
Ya Allah lanjutkanlah Usia
Kebawah Duli Yang Maha Mulia
Adil berdaulat menaungi nusa
Memimpin rakyat kekal bahagia
Hidup sentosa Negara dan Sultan
Ilahi selamatkan Brunei Darussalam

## Traduzione
O Allah benedica Sua Maestà
Con una lunga vita
Giustamente e nobilmente governa il regno
E guida il nostro popolo nella fortuna per sempre
A vivere pacificamente, il regno e il sultano
Dio Onnipotente, salva il Brunei, la casa della pace